# Renaissance Berkane
Renaissance Sportive de Berkane (arab. ‏النهضة الرياضية البركانية‎) znany także jako Nahdat Berkane – marokański klub piłkarski, grający w pierwszej lidze, mający siedzibę  w mieście Berkane.

## Historia
Klub został założony w 1938 roku. W sezonie 1982/1983 Renaissance Berkane został wicemistrzem Maroka. Zdobył o 3 punkty mniej niż ówczesny mistrz Maghreb Fez. W 1987 roku klub dotarł do finału Pucharu Maroka. Przegrał w nim 0:3 z Kawkabem Marrakesz.

## Stadion
Domowe mecze klub rozgrywa na stadionie o nazwie Stade Municipal de Berkane w Berkane, który może pomieścić 5000 widzów.

## Sukcesy
- GNF 1:

mistrzostwo: 2025.
wicemistrzostwo: 1983.
- Puchar Maroka:

finalista: 1987

## Reprezentanci kraju grający w klubie
Stan na styczeń 2017.
| - Soufiane Alloudi - Anass Azim - Mohamed Aziz - Mehdi Baltham - Abdelmoula Berrabeh - Mohamed Berrabeh - Mohammed Chaouch - Faouzi El Brazi - Adil El Hassnaoui - Bakr El Helali - Abderrazak El Mnasfi - Rachid Housni - Ahmed Mohamadina | - Mohamed Azim Najmi - Hassan Souari - Hassan Taïr - Youssef Tourabi - Zakaria Zerouali - Issoufou Dayo - Johann Lengoualama - Roy Contout - Mohamed Konaté - Cheïbane Traoré - Gomo Onduku - Charly Dopekoulouyen - Kodjo Fo-Doh Laba |